# Chisana (Alaska)
Chisana (auch Shushanna; Ahtna: Tsetsaan’ Na mit der Bedeutung „Kupfer-Fluss“) ist ein verlassener Ort und ein census-designated place (CDP) in der Copper River Census Area in Alaska in den Vereinigten Staaten. Das U.S. Census Bureau hatte bei der Volkszählung 2020 eine Einwohnerzahl von 0 ermittelt.

## Geographie
Chisana befindet sich am Nordost-Fuß der Wrangell Mountains auf einer Höhe von 1021 m. Der Ort liegt beiderseits des Chathenda Creek, kurz vor dessen Mündung in den Chisana River. Nördlich vom Ort befindet sich der Flugplatz Chisana mit einer einen Kilometer langen Schotter-/Graspiste. Das CDP-Gebiet liegt innerhalb der Wrangell-Saint Elias National Preserve. Es reicht im Süden bis zum Gletscherrandsee des Chitina-Gletschers, im Norden bis zur Einmündung des Cross Creek in den Chitina River. Die Längsausdehnung in Ost-West-Richtung beträgt 18 km, in Nord-Süd-Richtung sind es etwa 15 km. Nächstgelegener Ort ist Northway, 100 km nördlich von Chisana.

## Geschichte
Chisana geht auf eine frühere Indianersiedlung und ein Bergbau-Camp im Jahr 1913 zurück. Zwischen 1913 und 1938 gab es ein Postamt. Chisana tauchte erstmals beim Zensus 1920 als „unincorporated community“ mit 148 Einwohnern auf. Es wurde 1930 mit 13 Einwohnern und 1940 mit 28 Einwohnern beim Zensus gelistet. Danach erschien Chisana erst wieder beim Zensus 2000, dann als ein census-designated place. In den Jahren 2000, 2010 und 2020 wurden jeweils keine Einwohner ermittelt.